# Страуз, Чарльз
Чарльз Страуз (англ. Charles Strouse; 7 июня 1928, Верхний Вестсайд, Манхэттен — 15 мая 2025, Манхэттен, Нью-Йорк) — американский композитор, лауреат премий «Эмми» и «Грэмми».

## Биография
Родился 7 июня 1928 года в Нью-Йорке. Его родители Этель и Айра Страуз имели еврейские корни и работали в табачном бизнесе. Окончив Истменскую музыкальную школу, он учился у Артура Бергера, Дэвида Даймонда, Аарона Копленда и Нади Буланже.
Первым бродвейским мюзиклом Страуза был «Bye Bye Birdie» на стихи Ли Адамса, премьера которого состоялась в 1960 году. После этого Адамс его стал постоянным соавтором, что принесло им первую премию «Тони» в категории «Лучший мюзикл».
Следующей музыкальной постановкой Страуза была «All American» по книге Мела Брукса и текстами Адамса, однако, она не получила такого же широкого успеха, что привело её к скорому закрытию. За ней последовал новый мюзикл «Золотой мальчик» с Сэмми Дэвисом в главной роли, который впоследствии исполнялся на театральных сценах более 500 раз.
В 1970 году «Аплодисменты» принесли Страузу его вторую премию «Тони» за лучший мюзикл, а в 1977 году он адаптировал ещё один комикс для сцены, создав хит «Annie», в который вошла песня «Tomorrow», быстро ставшая музыкальным хитом и принёсшая ему третью премию «Тони» и две премии «Грэмми».
Страуз также известен как автор музыкальных композиций для мультипликационных передач и фильмов, среди которых «Бонни и Клайд» (1967) и «Жил-был обманщик» (1970).
В 1958 году его песня «Born Too Late» заняла седьмое место в американских чартах, а в 1999 году Страуз стал обладателем премии «Грэмми» за лучший рэп-альбом года. Позднее он получил премию «Эмми» за музыку к телевизионным экранизациям, включая «Прощай, птенец» и «Энни». Он является членом Зала славы американского театра и Зала славы авторов песен.

## Личная жизнь
Страуз был женат на режиссёре-хореографе Барбаре Симан до её смерти 16 февраля 2023 года. У них было четверо детей: Бенджамин, Николас, Виктория и Уильям.
Скончался 15 мая 2025 года у себя дома на Манхэттене, США, в возрасте 96 лет.